# Fußball-Oberliga Hessen 1987/88 (Frauen)
Die Fußball-Oberliga Hessen 1987/88 war die dritte Spielzeit als höchste Liga für Frauenmannschaften aus Hessen. Meister wurde der FSV Frankfurt der seinen Titel aus der Vorsaison verteidigen konnte.

## Abschlusstabelle
| Pl. | Verein                      | Sp. | Tore  | Punkte |
| --- | --------------------------- | --- | ----- | ------ |
| 01. | FSV Frankfurt               | 18  | 81:40 | 35:10  |
| 02. | SG Praunheim                | 18  | 53:15 | 30:60  |
| 03. | KSV Reichelsheim            | 18  | 31:21 | 22:14  |
| 04. | SV Roland Rothenkirchen     | 18  | 43:29 | 21:15  |
| 05. | SV Flörsheim                | 18  | 32:25 | 21:15  |
| 06. | SV Hintermeilingen          | 18  | 35:45 | 16:20  |
| 07. | TSV Eschollbrücken          | 18  | 25:45 | 12:24  |
| 08. | Sportfreunde Heppenheim (N) | 18  | 14:37 | 09:27  |
| 09. | SV Korbach (N)              | 18  | 15:59 | 08:28  |
| 10. | TSV Battenberg              | 18  | 06:55 | 06:30  |

| (N) | Aufsteiger aus der Landesliga |

## Deutsche Meisterschaft
Als hessischer Vertreter nahm der FSV Frankfurt an der Deutschen Fußballmeisterschaft 1988 teil und schied im Achtelfinale gegen den TSV Fortuna Sachsenross aus Hannover aus.